# Jangamo (distrito)

Localização do distrito de Jangamo em Moçambique

O distrito de Jangamo é um distrito situado na parte central da província de Inhambane, em Moçambique. A sua sede é a povoação de Jangamo.
Tem limites geográficos, a norte com os municípios de Inhambane e Maxixe (Moçambique), a leste com o Oceano Índico, a sul com o distrito de Inharrime e a oeste com o distrito de Homoíne.

## Demografia
De acordo com os resultados finais do Censo de 2017, o distrito tem 105 306 habitantes, e uma área de 1 294km²,  daqui resultando uma densidade populacional de 81,4 habitantes/km². A população aumentou 9,9% em relação aos 95 792 habitantes recenseados em 2007.
| 1997   | 2007   | 2017    |
| 81 210 | 95 792 | 105 306 |

## Divisão Administrativa
O distrito está dividido em dois postos administrativos: Cumbana e Jangamo, compostos pelas seguintes localidades:
- Posto Administrativo de Cumbana:
  - Bambela
  - Cumbana
- Posto Administrativo de Jangamo:
  - Jangamo
  - Ligogo
  - Massavana